# Trequanda
Trequanda is een gemeente in de Italiaanse provincie Siena (regio Toscane) en telt 1397 inwoners (31-12-2004). De oppervlakte bedraagt 64,1 km², de bevolkingsdichtheid is 22 inwoners per km².
De volgende frazioni maken deel uit van de gemeente: Petroio, Castelmuzio.

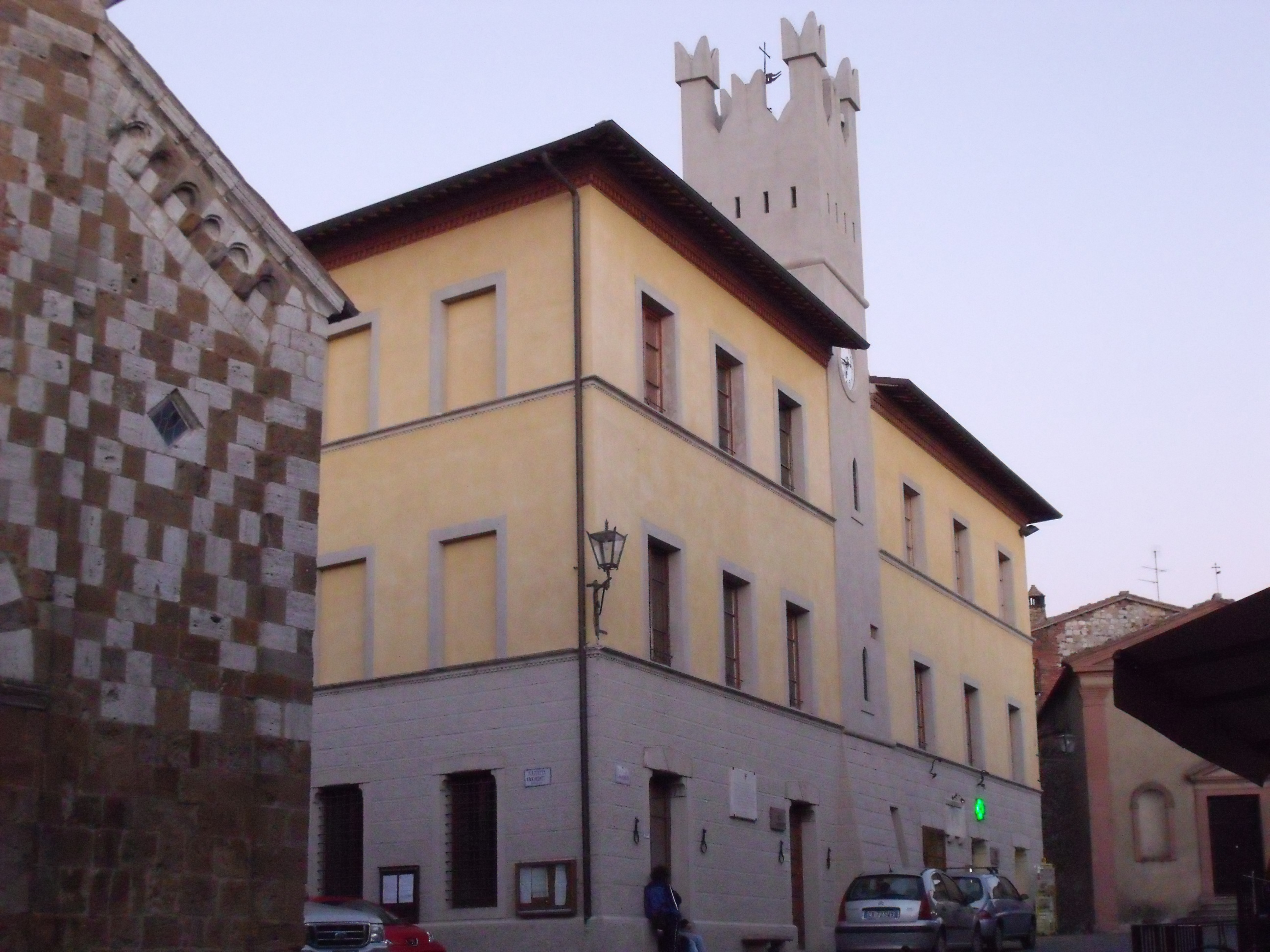
Gemeentehuis
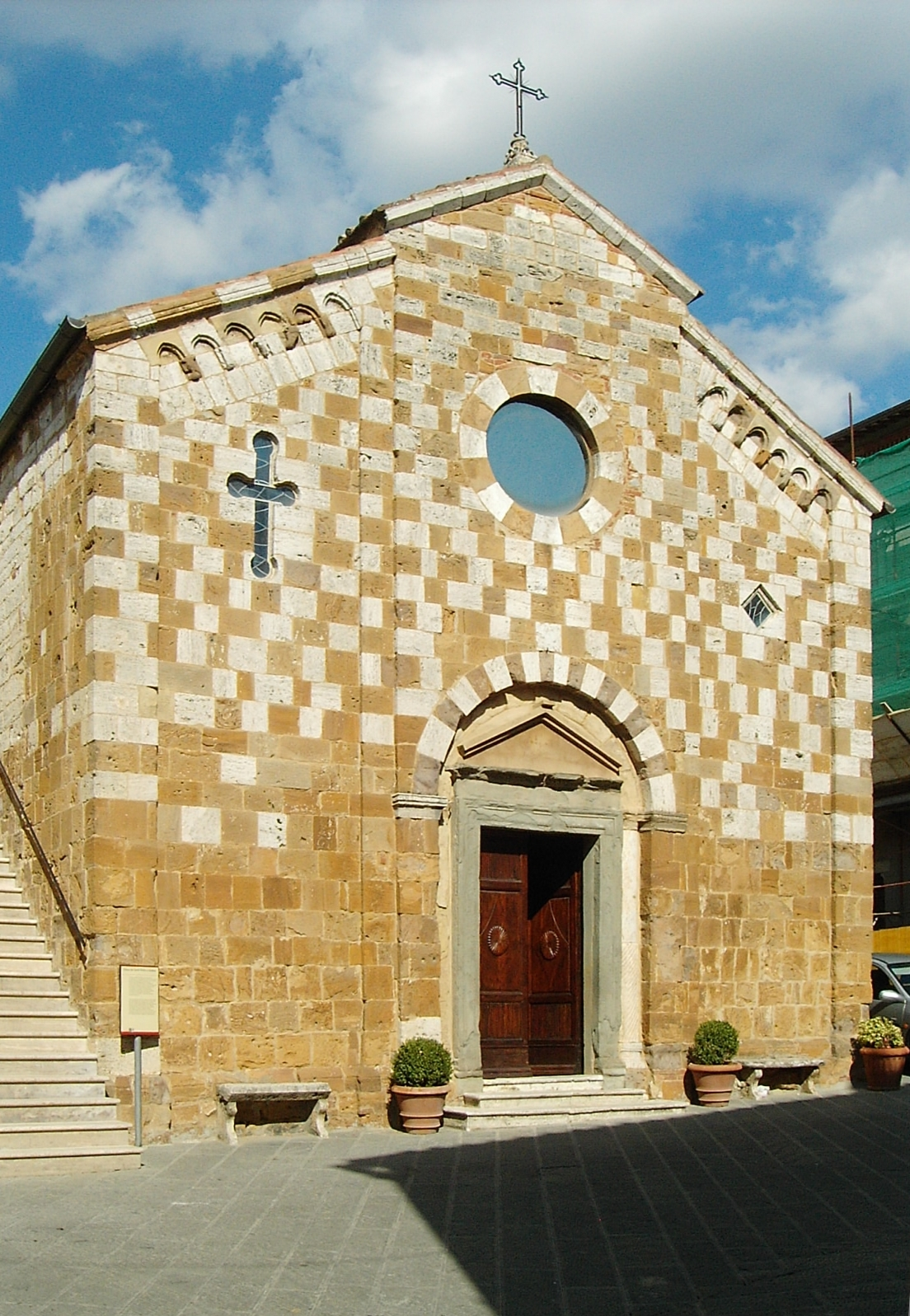
Kerk van Trequanda
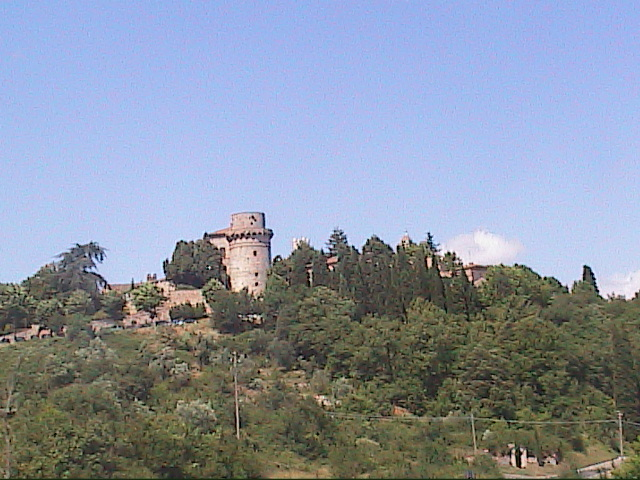
Trequanda
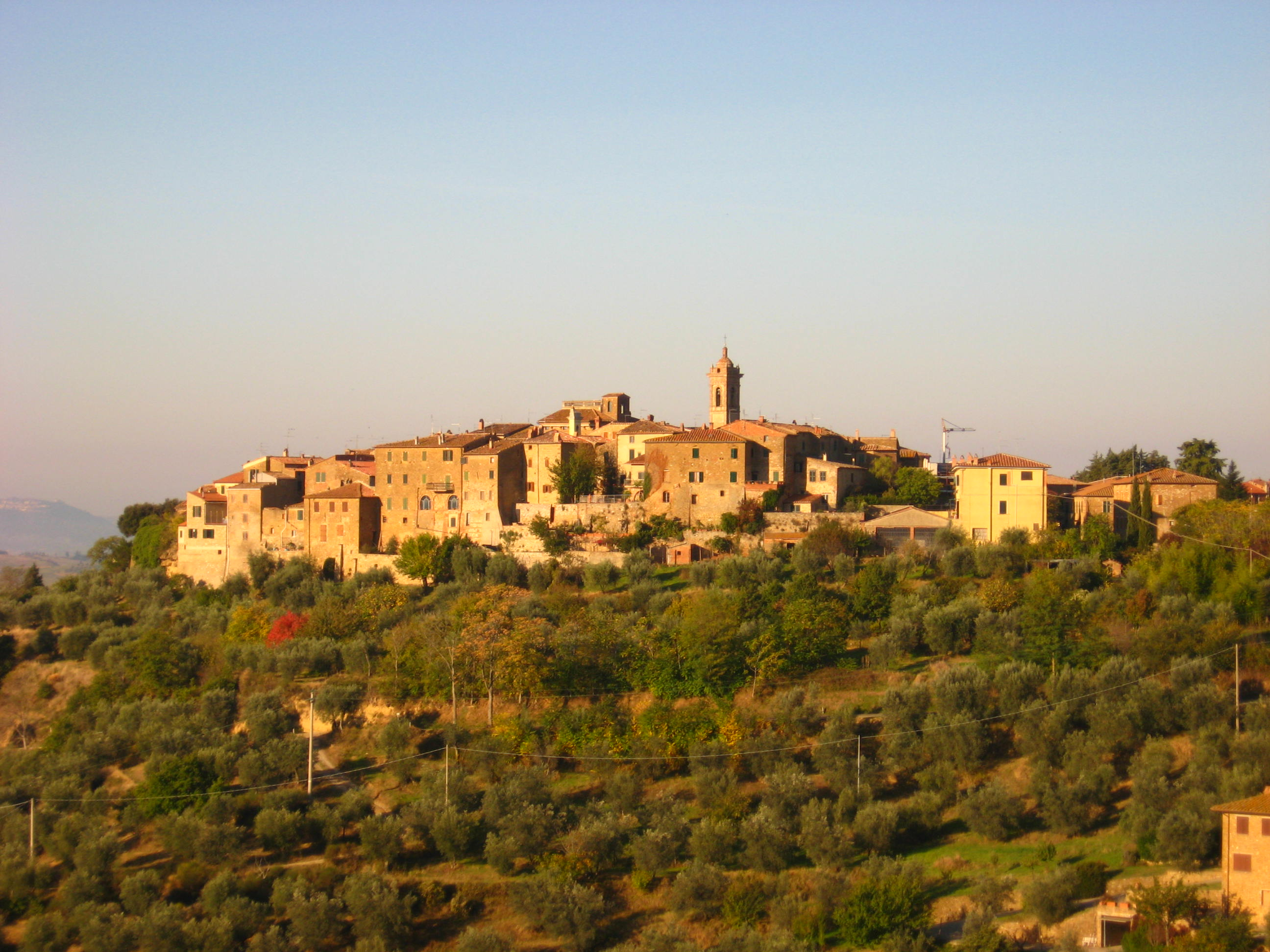
Castelmuzio

## Demografie
Trequanda telt ongeveer 605 huishoudens. Het aantal inwoners steeg in de periode 1991-2001 met 3,1% volgens cijfers uit de tienjaarlijkse volkstellingen van ISTAT.
| Jaar | Inwoneraantal |
| ---- | ------------- |
| 1991 | 1374          |
| 2001 | 1417          |

## Geografie
De gemeente ligt op ongeveer 453 m boven zeeniveau.
Trequanda grenst aan de volgende gemeenten: Asciano, Pienza, Rapolano Terme, San Giovanni d'Asso, Sinalunga, Torrita di Siena.